# Corçà
Corçà is een gemeente in de Spaanse provincie Girona in de regio Catalonië met een oppervlakte van 16 km². Corçà telt 1.249 inwoners (1 januari 2016).

## Demografische ontwikkeling
Bron: INE, 1857-2011: volkstellingen
Opm.: In 1857 werd de gemeente Cassá de Pelras aangehecht; in 1969 werd de gemeente Casavells aangehecht